# Хемосорбція
Хемосо́рбція (або Хемосорбційний процес) — це хімічний процес, частинний випадок адсорбції. На відміну від фізичної адсорбції, під час хемосорбції не зберігається індивідуальність адсорбтиву і адсорбенту. При наближенні молекул адсорбтиву з поверхнею адсорбенту відбувається перерозподіл їхніх електронів з утворенням хімічного зв'язку.
Хімічна адсорбція (хемосорбція) йонів або молекул приводить до створення поверхневих хімічних сполук, тобто супроводжується перебудовою електронних оболонок атомів.
Хемосорбція — різновид сорбції, за якої частинки сорбенту і сорбованої речовини хімічно взаємодіють. Характерна особливість хемосорбції — її специфічність, тобто чутливість до хімічної природи адсорбенту і чистоти поверхні. Крім того швидкість хемосорбції часто залежить від температури, що свідчить про наявність активізаційного бар'єра. Енергія активації знаходиться в межах 40—80 кДж/моль. Хемосорбовані молекули утворюють на поверхні мономолекулярний шар.
Хемосорбція використовується при глибокому очищенні газових сумішей, вона може мати місце в ряді процесів переробки вугілля, фізико-хімічних процесах збагачення корисних копалин тощо.